# Mont Lachaux
La Mont Lachaux è una pista sciistica situata a Crans-Montana, in Svizzera. Sul pendio, che si snoda sul monte omonimo, si tengono gare della Coppa del Mondo.

## Tracciato
L’inizio della pista sciistica si trova a 2.210 metri sul livello del mare, nei pressi della cima del Mont Lachaux, ed è anche la partenza per la gara di discesa libera. Il pendio inizia con un breve tratto di scorrevolezza, fino alla partenza del supergigante, dove la pista si restringe e curva bruscamente a sinistra nei tratti più ripidi denominati La Face e Le Trou du Renard. Seguono un salto che immette in un breve tratto poco ripido al termine del quale si trova il secondo salto del percorso, La Bosse du Président.  Dopodiché la pista gira a sinistra verso Le Mur de Montan, il secondo tratto più ripido del percorso con una pendenza del 49% che termina con La Traverse de Clavan e la stretta svolta a destra Le Toboggan. Dopo Le Toboggan inizia la discesa finale all'inizio della quale c'è il punto di partenza per lo slalom speciale. Alla fine della pista si trova Le Reck de Vermala, il punto più ripido dell'intera pista con il 53%, oltre ad un salto artificiale finale.

## Albo d'oro

### Donne

#### Discesa libera
| Data             | Competizione                           | Primo              | Secondo                       | Terzo               |
| ---------------- | -------------------------------------- | ------------------ | ----------------------------- | ------------------- |
| 1º febbraio 1987 | Campionati mondiali di sci alpino 1987 | Maria Walliser     | Michela Figini                | Regine Mösenlechner |
| 2 marzo 2014     | Coppa del Mondo di sci alpino 2014     | Andrea Fischbacher | Anna Fenninger                | Tina Maze           |
| 23 febbraio 2019 | Coppa del Mondo di sci alpino 2019     | Sofia Goggia       | Nicole Schmidhofer            | Corinne Suter       |
| 21 febbraio 2020 | Coppa del Mondo di sci alpino 2020     | Lara Gut-Behrami   | Corinne Suter                 | Stephanie Venier    |
| 22 febbraio 2020 | Coppa del Mondo di sci alpino 2020     | Lara Gut-Behrami   | Corinne Suter                 | Nina Ortlieb        |
| 22 gennaio 2021  | Coppa del Mondo di sci alpino 2021     | Sofia Goggia       | Ester Ledecká                 | Breezy Johnson      |
| 23 gennaio 2021  | Coppa del Mondo di sci alpino 2021     | Sofia Goggia       | Lara Gut-Behrami              | Elena Curtoni       |
| 26 febbraio 2022 | Coppa del Mondo di sci alpino 2022     | Ester Ledecká      | Ragnhild Mowinckel            | Cornelia Hütter     |
| 27 febbraio 2022 | Coppa del Mondo di sci alpino 2022     | Priska Nufer       | Ester Ledecká                 | Sofia Goggia        |
| 26 febbraio 2023 | Coppa del Mondo di sci alpino 2023     | Sofia Goggia       | Federica Brignone             | Laura Gauché        |
| 16 febbraio 2024 | Coppa del Mondo di sci alpino 2024     | Lara Gut-Behrami   | Jasmine Flury Cornelia Hütter |                     |
| 17 febbraio 2024 | Coppa del Mondo di sci alpino 2024     | Marta Bassino      | Federica Brignone             | Lara Gut-Behrami    |

#### Supergigante
| Data             | Competizione                       | Primo            | Secondo           | Terzo             |
| ---------------- | ---------------------------------- | ---------------- | ----------------- | ----------------- |
| 25 febbraio 2017 | Coppa del Mondo di sci alpino 2017 | Ilka Štuhec      | Elena Curtoni     | Stephanie Venier  |
| 3 marzo 2018     | Coppa del Mondo di sci alpino 2018 | Tina Weirather   | Anna Fenninger    | Wendy Holdener    |
| 24 gennaio 2021  | Coppa del Mondo di sci alpino 2021 | Lara Gut-Behrami | Tamara Tippler    | Federica Brignone |
| 18 febbraio 2024 | Coppa del Mondo di sci alpino 2024 | Stephanie Venier | Federica Brignone | Marta Bassino     |

#### Slalom speciale
| Data             | Competizione                       | Primo            | Secondo        | Terzo                |
| ---------------- | ---------------------------------- | ---------------- | -------------- | -------------------- |
| 15 febbraio 2016 | Coppa del Mondo di sci alpino 2016 | Mikaela Shiffrin | Nastasia Noens | Marie-Michèle Gagnon |

#### Combinata alpina
| Data               | Competizione                           | Primo             | Secondo           | Terzo                |
| ------------------ | -------------------------------------- | ----------------- | ----------------- | -------------------- |
| 29-30 gennaio 1987 | Campionati mondiali di sci alpino 1987 | Erika Hess        | Sylvia Eder       | Tamara McKinney      |
| 24 febbraio 2017   | Coppa del Mondo di sci alpino 2017     | Federica Brignone | Ilka Štuhec       | Michaela Kirchgasser |
| 26 febbraio 2017   | Coppa del Mondo di sci alpino 2017     | Mikaela Shiffrin  | Federica Brignone | Ilka Štuhec          |
| 4 marzo 2018       | Coppa del Mondo di sci alpino 2018     | Federica Brignone | Michelle Gisin    | Petra Vlhová         |
| 24 febbraio 2019   | Coppa del Mondo di sci alpino 2019     | Federica Brignone | Roni Remme        | Wendy Holdener       |
| 23 febbraio 2020   | Coppa del Mondo di sci alpino 2020     | Federica Brignone | Franziska Gritsch | Ester Ledecká        |